# 国鉄タキ7150形貨車
国鉄タキ7150形貨車（こくてつタキ7150がたかしゃ）は、かつて日本国有鉄道（国鉄）に在籍した私有貨車（タンク車）である。

## 概要
本形式は、セメント専用の35t 積タンク車として1966年（昭和41年）7月6日に1両（コタキ7150）が東洋工機にて製作された。その後本形式は増備されることなく、形式消滅まで1形式1両のみであった。試作的要素が多かったと思われる。
記号番号表記は特殊標記符号「コ」（全長 12 m 以下）を前置し「コタキ」と標記する。
落成当時の所有者は小野田セメントでありその常備駅は相模鉄道の厚木駅であった。1985年（昭和60年）5月8日に、清水工業へ名義変更され、常備駅を西濃鉄道市橋線の猿岩駅とした。
タンク体は、普通鋼（一般構造用圧延鋼材 SS41、現在のSS400）製であり、積込みはマンホールからの上入れ式、荷降ろしは圧送式である。
車体色は黒、寸法関係は全長は11,300mm、全幅は2,700mm、全高は3,725mm、台車中心間距離は7,200mm、実容積は33.5m3、自重は17.3t、換算両数は積車5.0、空車1.8であり、台車はベッテンドルフ式のTR41Cである。
1985年（昭和60年）11月22日に廃車となり同時に形式消滅となった。